# Kildare Capes
Kildare Capes är en udde i Kanada.   Den ligger i provinsen Prince Edward Island, i den östra delen av landet, 900 km öster om huvudstaden Ottawa.
Terrängen inåt land är mycket platt. Havet är nära Kildare Capes österut. Trakten är glest befolkad. Närmaste större samhälle är Alberton, 11,2 km sydväst om Kildare Capes. 